# Марченко, Дионисий Андреевич
Диони́сий Андре́евич Ма́рченко (3 (15) октября 1895, область Войска Донского — 24 сентября 1968, Загреб) — поручик 127-го пехотного Путивльского полка, георгиевский кавалер. Участник Белого движения на Юге России, полковник 1-го Марковского полка. Автор воспоминаний.

## Биография
Происходил из крестьян, уроженец Области Войска Донского. Выдержал испытание на звание народного учителя при Нижне-Чирском реальном училище.
С началом Первой мировой войны поступил в 1-ю Тифлисскую школу прапорщиков, по окончании которой 15 ноября 1915 года был произведен в прапорщики. По прибытии на фронт был назначен младшим офицером в 127-й пехотный Путивльский полк. Удостоен ордена Св. Георгия 4-й степени
За то, что в бою, 28 мая 1916 года, при сел. Доброноуц, командуя полуротою второй роты 127-го пехотного Путивльского полка, во время атаки на сильно укрепленную высоту «458», первым ворвался в окопы противника, увлекая своим примером подчиненных и лично захватил траншейное орудие, причем были взяты пленные и трофеи.
Произведен в подпоручики 10 сентября 1916 года, в поручики — 3 ноября того же года. Командовал ротой и, временно, 3-м батальоном полка. Получил ранение во время летнего наступления 1917 года.
После Октябрьской революции, в декабре 1917 года прибыл на Дон в Добровольческую армию. Был зачислен рядовым в 1-й Офицерский батальон. Участвовал в 1-м Кубанском походе рядовым в 1-й роте Офицерского полка; был тяжело ранен в бою у станицы Кореновской:

Во время нашей атаки я был ранен в правую руку. Исхожу кровью и чувствую страшную слабость. Кричу: «Не бросайте!» – но каждый занят самим собою. Изнемогая, я упал без сознания на копну соломы. Придя в себя, я пытался левой рукой через скатку шинели вытащить револьвер и застрелиться, но достать его не смог. Часа два спустя наши повели наступление снова.

Из-за начавшейся гангрены поручику Марченко пришлось ампутировать правую руку. Выписавшись после продолжительного лечения, он прибыл в Екатеринодар 17 августа 1918 года, явился в свой полк и был назначен в роту генерала Маркова. Летом—осенью 1918 года — штабс-капитан той же роты. 14 марта 1919 года произведен в капитаны. Был комендантом штаба 1-го армейского корпуса.
В сентябре 1919 был назначен командиром 2-го батальона 1-го Марковского полка, а затем помощником командира полка. 22 декабря 1919 года назначен командиром 1-го Марковского полка, 26 марта 1920 года произведен в полковники. 29 сентября 1920 был отрешен от командования генерал-майором Н. А. Третьяковым, однако вскоре вновь назначен командиром полка. Эвакуировался из Крыма на корабле «Херсон».
В эмиграции в Югославии. После смерти генерал-майора М. А. Пешня временно командовал Марковским полком, уступив должность командира генерал-майору Г. В. Жданову. Оставил воспоминания, частично опубликованные в журнале «Часовой» под заглавием «На боевых постах» (№ 562—573 за 1973 год).
Скончался в 1968 году в Загребе. Похоронен на Мирогойском кладбище.

## Награды
- Орден Святого Георгия 4-й степени (ВП 10.09.1916)[7][6]
- Знак 1-го Кубанского (Ледяного) похода (1918)

## Семья
Жена Наталья Владимировна, их сын Юрий (род. 1926) служил в хорватской армии, до 1940 года жил в Осеке, в 1945 году переехал в Австрию.

## Воспоминания
- На боевых постах. Начало. // Часовой, № 562. — Апрель 1973 г. — С. 13.
- На боевых постах. Продолжение. // Часовой, № 563. — Май 1973 г. — С. 13.
- На боевых постах. Продолжение. // Часовой, № 564. — Июнь 1973 г. — С. 10.
- На боевых постах. Продолжение. // Часовой, № 565. — Июль 1973 г. — С. 13.
- На боевых постах. Продолжение. // Часовой, № 566—567. — Август—Сентябрь 1973 г. — С. 13.
- На боевых постах. Продолжение. // Часовой, № 569. — Ноябрь 1973 г. — С. 12.
- На боевых постах. Продолжение. // Часовой, № 570. — Декабрь 1973 г. — С. 11.
- На боевых постах. Продолжение. // Часовой, № 572. — Февраль 1974 г. — С. 8.
- На боевых постах. Окончание. // Часовой, № 573. — Март 1974 г. — С. 8.